# 大頭孔頭鯛
大頭孔頭鲷（学名：Melamphaes macrocephalus）为輻鰭魚綱奇鯛目大鱗鲷科的其中一種。其种加词“macrocephalus”意为“大头的”。分布於東南太平洋的智利海域，屬深海魚類，棲息深度500公尺。